# بارسوكي
بارسوكي (بالروسية: Барсуки) هي مدينة في مقاطعة تولا أوبلاست في روسيا.